# Desmodium stenophyllum
Desmodium stenophyllum är en ärtväxtart som beskrevs av Renato Pampanini. Desmodium stenophyllum ingår i släktet Desmodium och familjen ärtväxter. Inga underarter finns listade i Catalogue of Life.